# Наум Блик
Дмитрий Николаевич Иордатий (род. 19 ноября 1979, Свердловск, РСФСР, СССР), наиболее известен под сценическим псевдонимом Наум Блик и Dry Ice — российский рэп-исполнитель и поэт-песенник, сооснователь и участник екатеринбургской рэп-группы Ek-Playaz. Выступает также как сольный исполнитель. Стоит у истоков екатеринбургского хип-хопа.

## Биография
Автор пяти альбомов в составе EK-Playaz, а также сольного альбома «Re: поэты», который вышел в сентябре 2010 года.
Особенностью данного альбома является то, что он записан целиком на стихи классиков русской словесности: Гумилёва, Маяковского, Тютчева, Бродского, Пушкина и других. На базе этого альбома в 2011 году состоялась премьера одноимённого спектакля, который поставил Наум Блик, и в котором он сыграл главную роль. В течение полутора лет в Интернете появились видеоклипы на композиции к данному альбому: «Маяковский», «Бродский», «Пастернак».
Основатель и преподаватель хип-хоп семинаров «Natural Product», целью которых является повышение уровня музыкальной грамотности молодёжи, их творческой активности, интеллектуального уровня и знаний в области хип-хоп культуры. Семинары проходили в Екатеринбурге, Тюмени (ежегодная хип-хоп смена), Салехарде, Чебоксарах (хип-хоп фестиваль «Кофемолка») Также Наум Блик был ведущим одноимённой радиопрограммы на волнах радио «Пилот» в 2009 и 2010 году.

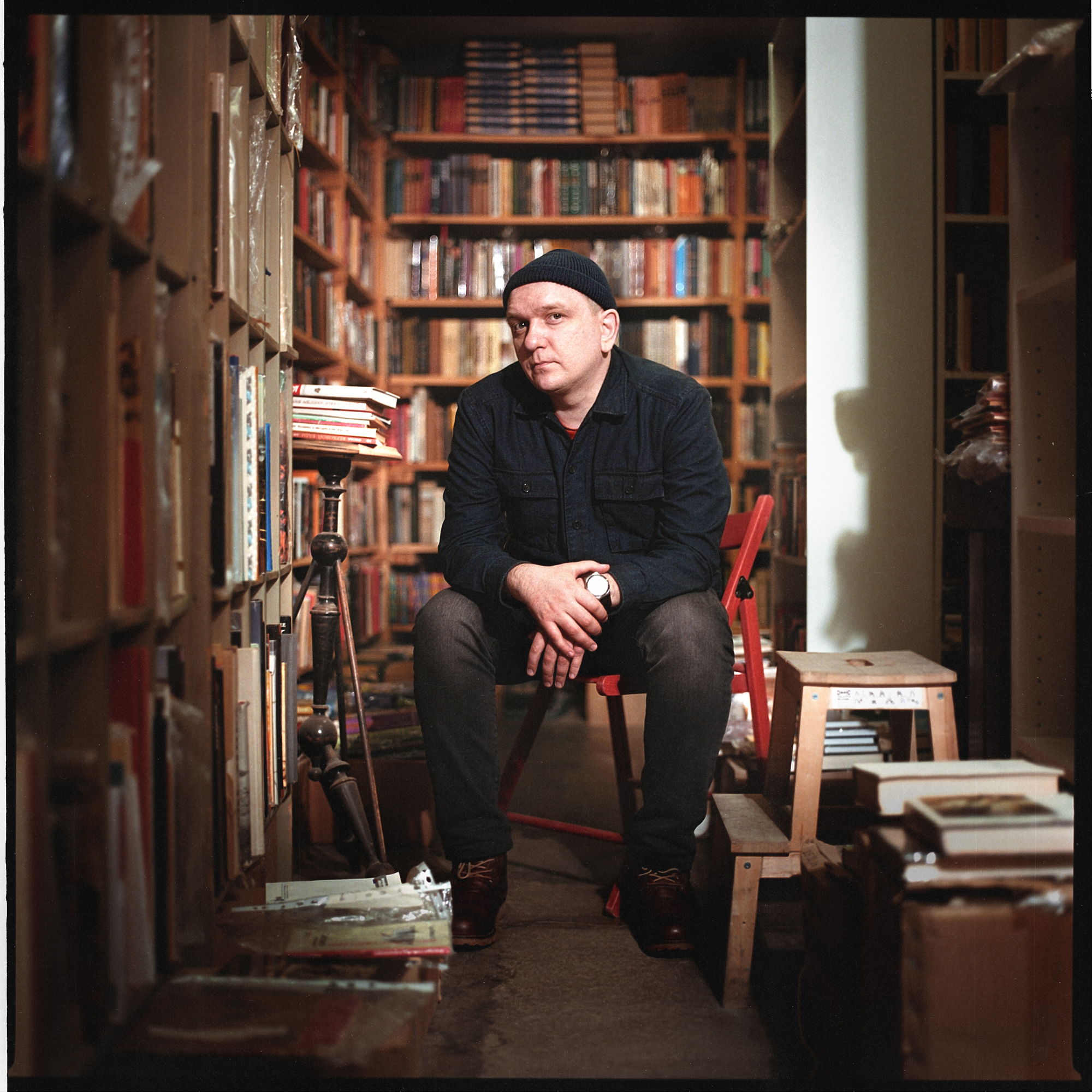
Наум Блик в феврале 2020 года

В марте 2011 года состоялась премьера рэп-данс-спектакля «Re: поэты», которая вызвала настоящий всплеск интереса как в хип-хоп, так и в театральных кругах. Данное событие широко освещалось и обсуждалось в Интернет-пространстве, и получило много положительных отзывов, в том числе и от СМИ. Спектакль был участником таких фестивалей как «Белые ночи в Перми» и «На Грани» (Екатеринбург). За постановку спектакля «Re: поэты» автор был номинирован на премию «Топ 50 знаменитых людей Екатеринбурга» по версии журнала «Собака.ру» в июне 2011 года. А в феврале 2012 года в Интернете появилась полная видеоверсия спектакля.
В сентябре 2011 года был выпущен второй альбом Наума Блика «Импульс», в отличие от предыдущей работы, эти треки записаны на собственные тексты. Также вышли в свет видеоклипы на композиции «Перемены», «Я-кот» и «В октябре моём», «Хип-хоп идёт вперед», и это далеко не весь перечень планируемых к выпуску видеоработ.
В мае 2012 года вышла в свет третья пластинка Наума «Антарес», соавтором которой выступил талантливый уфимский битмейкер Sher Adishi.
В 2013 году вышел джазовый альбом «Живой слог» совместно с трио Дениса Галушко. В 2016 году вышел сингл «Шаг», а в 2017 году — сингл «Реквием», соответственно.
В 2018 году появилась дебютная книга стихов и текстов песен «Я — кот».
В 2019 году Наум Блик в связи с протестами вокруг строительства храма в сквере Екатеринбурга опубликовал открытое письмо Владимиру Шахрину (поддерживал строительство храма). В том же году рэпер создал свой сингл «Скверу быть».
В 2021 году, после 8-летнего перерыва, вышел в свет полноценный альбом «Меч и Блик». Также в 2021 году был выпущен второй сборник стихов «Наречие». В июне 2021 года в составе группы EK-Playaz Наум Блик принял участие в балете «Конек Горбунок» (режиссер Вячеслав Самодуров): стал соавтором либретто и одним из рассказчиков.
В 2022 году эмигрировал во Францию.
27 мая 2025 года был внесён Министерством юстиции РФ в реестр «иностранных агентов».
По словам самого артиста, рэп для него, прежде всего поэзия. То есть на первом месте стоит слово, а музыка служит чувственным дополнением к стихам.

## Дискография

### Студийные альбомы

#### Dry Ice (в составе «EK-Playaz»)
- 2003 — ИграДаПобеда
- 2005 — Экие Игроки
- 2008 — Жизнь Прекрасна
- 2009 — Вывози Коляску
- 2017 — Ващеваще

#### Наум Блик
- 2010 — RE: Поэты
- 2011 — Импульс
- 2012 — Антарес (& Sher Adishi)
- 2021 — «Меч и Блик» (& Мечи Перо)

### Концертные альбомы
- 2013 — Живой слог (& Трио Дениса Галушко) (Live)

### Участие
- 2011 — Т.Г.К.липсис (альбом группы «Триагрутрика») — Как Выжить в Париже

## Клипография
- 2011 — «Я — Кот»
- 2011 — «Маяковский»
- 2011 — «Бродский»
- 2011 — «Перемены»
- 2011 — «В октябре моём (ft. Большой Друг)»
- 2012 — «Пастернак»
- 2012 — «Хип-хоп идёт вперёд»
- 2013 — «Чёрный»[6][7]
- 2017 — «Шаг»[8]
- 2017 — «Реквием»[9]
- 2019 — «#скверубыть»[10]
- 2021 — «Ночь»
- 2022 — «Металирика» ft. Murovei

## Сочинения
- Блик Н. Я — кот: мультимедийная книга стихов и песен. — Екатеринбург: Шаг; TXT, 2018. — 176 с. — 1000 экз. — ISBN 978-5-7584-0264-1.
- Блик Н. Наречие: мультимедийная книга стихов и песен. — Екатеринбург: Шаг, 2021. — 144 с. — 700 экз. — ISBN 978-5-600-02988-0.